# Comuna Novopetrivka, Mahdalînivka
Novopetrivka (în ucraineană Новопетрівка) este o comună în raionul Mahdalînivka, regiunea Dnipropetrovsk, Ucraina, formată din satele Novopetrivka (reședința), Șevske, Vînohradivka și Vodeane.

## Demografie
Componența lingvistică a satului Novopetrivka
     Ucraineană (93,45%)
     Rusă (4,55%)
     Alte limbi (0,29%)
Conform recensământului din 2001, majoritatea populației satului Novopetrivka era vorbitoare de ucraineană (93,45%), existând în minoritate și vorbitori de rusă (4,55%) și armeană (1,63%).